# Fussballclub Aarau 1902 2022-2023
Questa voce raccoglie le informazioni riguardanti il Fussballclub Aarau 1902 nelle competizioni ufficiali della stagione 2022-2023.

## Stagione
Nella stagione 2022-2023 l'Aarau, allenato da Stephan Keller e Boris Smiljanić, concluse il campionato di Challenge League al 4º posto. In Coppa Svizzera l'Aarau fu eliminato al secondo turno dal Basilea.

## Rosa
| N. |                       | Ruolo | Calciatore      |
| -- | --------------------- | ----- | --------------- |
| 1  | Svizzera (bandiera)   | P     | Simon Enzler    |
| 2  | Svizzera (bandiera)   | D     | Marco Thaler    |
| 3  | Svizzera (bandiera)   | D     | Bastien Conus   |
| 6  | Liberia (bandiera)    | C     | Allen Njie      |
| 7  | Portogallo (bandiera) | C     | Nuno Da Silva   |
| 8  | Svizzera (bandiera)   | C     | Olivier Jäckle  |
| 9  | Svizzera (bandiera)   | A     | Shkelqim Vladi  |
| 10 | Albania (bandiera)    | A     | Shkëlzen Gashi  |
| 11 | Kosovo (bandiera)     | C     | Milot Avdyli    |
| 13 | Portogallo (bandiera) | C     | Ivo Candé       |
| 14 | Svizzera (bandiera)   | D     | Jan Kronig      |
| 16 | Svizzera (bandiera)   | C     | Samuel Krasniqi |
| 17 | Svizzera (bandiera)   | C     | Valon Fazliu    |

| N. |                               | Ruolo | Calciatore             |
| -- | ----------------------------- | ----- | ---------------------- |
| 19 | Svizzera (bandiera)           | C     | Silvan Schwegler       |
| 20 | Macedonia del Nord (bandiera) | C     | Nikola Gjorgjev        |
| 21 | Svizzera (bandiera)           | C     | Mischa Eberhard        |
| 22 | Albania (bandiera)            | D     | Arijan Qollaku         |
| 23 | Kosovo (bandiera)             | C     | Imran Bunjaku          |
| 26 | Portogallo (bandiera)         | A     | Mickael Almeida        |
| 27 | Svizzera (bandiera)           | A     | Andrin Hunziker        |
| 28 | Svizzera (bandiera)           | P     | Joschua Neuenschwander |
| 29 | Svizzera (bandiera)           | D     | Noël Wetz              |
| 30 | Turchia (bandiera)            | A     | Varol Tasar            |
| 33 | Svizzera (bandiera)           | D     | Flavio Caserta         |
| 42 | Svizzera (bandiera)           | D     | Ryan Kessler           |
| 55 | Serbia (bandiera)             | D     | Aleksandar Cvetković   |

## Organigramma societario
Area tecnica
- Allenatore: Stephan Keller, Boris Smiljanić
- Allenatore in seconda: Danijel Borilovic, Ranko Jakovljević
- Preparatore dei portieri: Flamur Tahiraj
- Preparatori atletici: Norbert Fischer

## Calciomercato

### Sessione estiva
| Acquisti | Acquisti               | Acquisti     | Acquisti |
| R.       | Nome                   | da           | Modalità |
| -------- | ---------------------- | ------------ | -------- |
| A        | Varol Tasar            | Lucerna      |          |
| A        | Andrin Hunziker        | Basilea      |          |
| P        | Joschua Neuenschwander | Kriens       |          |
| C        | Mischa Eberhard        | Yverdon      |          |
| C        | Nik Dubler             | Aarau U18    |          |
| C        | Valon Fazliu           | Wil          |          |
| C        | Nikola Gjorgjev        | Sciaffusa    |          |
| D        | Stevan Lujic           | Chiasso      |          |
| C        | Nuno Da Silva          | Grasshoppers |          |
| C        | Devran Şenyurt         | Höngg        |          |
| D        | Fabrice Suter          | Linth 04     |          |

| Cessioni | Cessioni         | Cessioni        | Cessioni |
| R.       | Nome             | a               | Modalità |
| -------- | ---------------- | --------------- | -------- |
| C        | Liridon Balaj    | Deinze          |          |
| D        | Binjamin Hasani  | Baden           |          |
| D        | Stevan Lujic     | Cham            |          |
| D        | Léon Bergsma     | Cambuur         |          |
| C        | Nik Dubler       | Kriens          |          |
| D        | Fabrice Suter    | Kriens          |          |
| C        | Marco Aratore    | Basilea II      |          |
| P        | Nicholas Ammeter | Wil             |          |
| C        | Flavio Caserta   | Rapperswil-Jona |          |
| D        | Raoul Giger      | Losanna         |          |
| C        | Donat Rrudhani   | Young Boys      |          |
| C        | Randy Schneider  | San Gallo       |          |
| C        | Kevin Spadanuda  | Ajaccio         |          |
| D        | Jérôme Thiesson  | FC Mutschellen  |          |

### Sessione invernale
| Acquisti | Acquisti | Acquisti | Acquisti |
| R.       | Nome     | da       | Modalità |
| -------- | -------- | -------- | -------- |

| Cessioni | Cessioni       | Cessioni  | Cessioni |
| R.       | Nome           | a         | Modalità |
| -------- | -------------- | --------- | -------- |
| C        | Devran Şenyurt | Adanaspor |          |

## Risultati

### Challenge League

#### Prima fase, girone di andata
| Arbitro: | Kanagasingam |

|           |           |           |
| Vladi 10’ | Marcatori | 83’ Đokić |

| Arbitro: | von Mandach |

|           |           |                        |
| Koide 37’ | Marcatori | 45’ Vladi 70’ Gjorgjev |

| Arbitro: | Thies |

|                  |           |                        |
| Vladi 88’ (rig.) | Marcatori | 22’ Sanches 65’ Labeau |

| Arbitro: | Gianforte |

|                                   |           |                         |
| Ndongo 71’ Kyeremateng 90’ (rig.) | Marcatori | 84’ Fazliu 89’ Hunziker |

| Arbitro: | Huwiler |

|  |           |                                  |
|  | Marcatori | 26’, 61’, 74’ Vladi 79’ Hunziker |

| Arbitro: | Turkes |

|                                         |           |                          |
| Fazliu 21’ Vladi 47’ (rig.), 82’ (rig.) | Marcatori | 25’, 64’ Okou 28’ Bayard |

| Arbitro: | Wolfensberger |

|                      |           |          |
| Kronig 6’ Thaler 28’ | Marcatori | 77’ Muci |

| Arbitro: | Turkes |

|  |           |                     |
|  | Marcatori | 23’ Conus 90’ Tasar |

| Arbitro: | Dudic |

|                     |           |                         |
| Pogam 74’ Beyer 82’ | Marcatori | 65’ Fazliu 75’ Gjorgjev |

#### Prima fase, girone di ritorno
| Arbitro: | Gianforte |

|                             |           |                           |
| Tasar 66’ Fazliu 79’ (rig.) | Marcatori | 36’ Oberlin 50’ Castroman |

| Arbitro: | Grundbacher |

|                                 |           |  |
| Rastoder 4’, 33’ Çiçek 13’, 27’ | Marcatori |  |

| Arbitro: | Turkes |

|  |           |                |
|  | Marcatori | 67’ Mihajlović |

| Arbitro: | von Mandach |

|                           |           |                                     |
| Gashi 45’, 49’ Fazliu 68’ | Marcatori | 57’ Del Toro 58’ Koide 86’ Ouattara |

| Arbitro: | Staubli |

|                      |           |             |
| Qarri 30’ Garcia 75’ | Marcatori | 55’ Bunjaku |

| Arbitro: | Schärli |

|                                        |           |                   |
| Jäckle 22’ Silva 69’ Fazliu 76’ (rig.) | Marcatori | 52’, 71’ Berdayes |

| Arbitro: | Horisberger |

|                                                                 |           |          |
| Reichmuth 17’ Muntwiler 27’ Muci 28’ Maier 73’, 75’ Wallner 81’ | Marcatori | 42’ Njie |

| Arbitro: | Bieri |

|                  |           |  |
| Gashi 45’ (rig.) | Marcatori |  |

| Arbitro: | Gianforte |

|                        |           |                   |
| Gaudino 14’ Labeau 31’ | Marcatori | 55’, 90’ Gjorgjev |

#### Seconda fase, girone di andata
| Arbitro: | Gianforte |

|           |           |  |
| Conus 36’ | Marcatori |  |

| Arbitro: | Kanagasingam |

|                                         |           |                  |
| Labeau 3’, 14’ Custodio 61’ Gaudino 73’ | Marcatori | 6’ (rig.) Fazliu |

| Arbitro: | Thies |

|           |           |                         |
| Vladi 90’ | Marcatori | 16’ Malula 66’ Berdayes |

| Arbitro: | Odiet |

|                                 |           |               |
| Bobadilla 28’ Müller 68’ (rig.) | Marcatori | 9’, 43’ Vladi |

| Arbitro: | Gianforte |

|                        |           |  |
| Tasar 63’ Gjorgjev 90’ | Marcatori |  |

| Neuchâtel 3 marzo 2023, ore 20:15 CET 24ª giornata | Xamax Neuchâtel | 0 – 0 referto | Aarau | La Maladière (2 914 spett.)\| Arbitro: \| Thies \| |
| Arbitro:                                           | Thies           |               |       |                                                    |

| Arbitro: | Piccolo |

|                   |           |                                |
| Hunziker 51’, 63’ | Marcatori | 12’ Hadji 90’ Mulaj 90’ Garcia |

| Arbitro: | Cibelli |

|  |           |                                   |
|  | Marcatori | 15’ Vladi 56’ Jäckle 70’ Hunziker |

| Arbitro: | Gianforte |

|  |           |                       |
|  | Marcatori | 85’ Fehr 90’ Rastoder |

#### Seconda fase, girone di ritorno
| Arbitro: | Drmic |

|                                 |           |                                             |
| Mulaj 39’ Alounga 49’ Bamba 53’ | Marcatori | 24’ Avdyli 25’ Fazliu 37’ (rig.), 68’ Vladi |

| Arbitro: | Gianforte |

|                           |           |                               |
| Dzonlagic 90’, 90’ (rig.) | Marcatori | 14’, 26’ Fazliu 19’ Cvetković |

| Arbitro: | Horisberger |

|                                                     |           |                         |
| Hunziker 5’, 28’ Jäckle 32’ Vladi 47’ Cvetković 74’ | Marcatori | 26’ Ouhafsa 81’ N'Diaye |

| Arbitro: | Schärli |

|  |           |            |
|  | Marcatori | 41’ Fazliu |

| Aarau 5 maggio 2023, ore 20:15 CEST 32ª giornata | Aarau    | 0 – 0 referto | Wil | Stadion Brügglifeld (6 006 spett.)\| Arbitro: \| Schnyder \| |
| Arbitro:                                         | Schnyder |               |     |                                                              |

| Arbitro: | Huwiler |

|  |           |            |
|  | Marcatori | 64’ Fazliu |

| Arbitro: | Turkes |

|                         |           |  |
| Hunziker 25’ Fazliu 33’ | Marcatori |  |

| Arbitro: | Dudic |

|                   |           |               |
| Enzler 17’ (aut.) | Marcatori | 15’ Cvetković |

| Arbitro: | Horisberger |

|                                 |           |                     |
| Fazliu 45’ (rig.) Cvetković 77’ | Marcatori | 8’ Grippo 15’ Coyle |

### Coppa Svizzera
| Arbitro: | Schärer |

|  |           |                                                                       |
|  | Marcatori | 11’, 25’, 33’, 83’ Almeida 26’, 89’ Schwegler 38’ Fazliu 78’ Krasniqi |

| Arbitro: | San |

|            |           |                                         |
| Fazliu 10’ | Marcatori | 43’ (rig.) Augustin 94’ Lang 119’ Ndoye |

## Statistiche

### Statistiche di squadra
| Competizione     | Punti | In casa | In casa | In casa | In casa | In casa | In casa | In trasferta | In trasferta | In trasferta | In trasferta | In trasferta | In trasferta | Totale | Totale | Totale | Totale | Totale | Totale | DR  |
| Competizione     | Punti | G       | V       | N       | P       | Gf      | Gs      | G            | V            | N            | P            | Gf           | Gs           | G      | V      | N      | P      | Gf     | Gs     | DR  |
| ---------------- | ----- | ------- | ------- | ------- | ------- | ------- | ------- | ------------ | ------------ | ------------ | ------------ | ------------ | ------------ | ------ | ------ | ------ | ------ | ------ | ------ | --- |
| Challenge League | 57    | 18      | 7       | 6       | 5       | 31      | 26      | 18           | 8            | 6            | 4            | 32           | 31           | 36     | 15     | 12     | 9      | 63     | 57     | +6  |
| Coppa Svizzera   | -     | 1       | 0       | 0       | 1       | 1       | 3       | 1            | 1            | 0            | 0            | 8            | 0            | 2      | 1      | 0      | 1      | 9      | 3      | +6  |
| Totale           | 57    | 19      | 7       | 6       | 6       | 32      | 29      | 19           | 9            | 6            | 4            | 40           | 31           | 38     | 16     | 12     | 10     | 72     | 60     | +12 |

### Andamento in campionato
| Giornata  | 1 | 2 | 3 | 4 | 5 | 6 | 7 | 8 | 9 | 10 | 11 | 12 | 13 | 14 | 15 | 16 | 17 | 18 | 19 | 20 | 21 | 22 | 23 | 24 | 25 | 26 | 27 | 28 | 29 | 30 | 31 | 32 | 33 | 34 | 35 | 36 |
| --------- | - | - | - | - | - | - | - | - | - | -- | -- | -- | -- | -- | -- | -- | -- | -- | -- | -- | -- | -- | -- | -- | -- | -- | -- | -- | -- | -- | -- | -- | -- | -- | -- | -- |
| Luogo     | C | T | C | T | T | C | C | T | T | C  | T  | C  | C  | T  | C  | T  | C  | T  | C  | T  | C  | T  | C  | T  | C  | T  | C  | T  | T  | C  | T  | C  | T  | C  | T  | C  |
| Risultato | N | V | P | N | V | N | V | V | N | N  | P  | P  | N  | P  | V  | P  | V  | N  | V  | P  | P  | N  | V  | N  | P  | V  | P  | V  | V  | V  | V  | N  | V  | V  | N  | N  |
| Posizione | 5 | 2 | 6 | 7 | 5 | 5 | 5 | 3 | 2 | 4  | 4  | 6  | 6  | 6  | 6  | 6  | 5  | 5  | 5  | 5  | 6  | 6  | 6  | 6  | 6  | 6  | 6  | 6  | 6  | 5  | 4  | 5  | 5  | 5  | 5  | 4  |

Legenda:

Luogo: C = Casa; T = Trasferta. Risultato: V = Vittoria; N = Pareggio; P = Sconfitta.

### Statistiche dei giocatori
| Giocatore         | Challenge League | Challenge League | Challenge League | Challenge League | Coppa Svizzera | Coppa Svizzera | Coppa Svizzera | Coppa Svizzera | Totale   | Totale | Totale      | Totale     |
| Giocatore         | Presenze         | Reti             | Ammonizioni      | Espulsioni       | Presenze       | Reti           | Ammonizioni    | Espulsioni     | Presenze | Reti   | Ammonizioni | Espulsioni |
| ----------------- | ---------------- | ---------------- | ---------------- | ---------------- | -------------- | -------------- | -------------- | -------------- | -------- | ------ | ----------- | ---------- |
| M. Almeida        | 17               | 0                | 1                | 0                | 1              | 4              | 0              | 0              | 18       | 4      | 1           | 0          |
| M. Avdyli         | 31               | 1                | 5                | 1                | 2              | 0              | 0              | 0              | 33       | 1      | 5           | 1          |
| L. Bergsma        | 2                | 0                | 0                | 0                | 0              | 0              | 0              | 0              | 2        | 0      | 0           | 0          |
| I. Bunjaku        | 23               | 1                | 3                | 0                | 2              | 0              | 1              | 0              | 25       | 1      | 4           | 0          |
| I. Candé          | 0                | 0                | 0                | 0                | 0              | 0              | 0              | 0              | 0        | 0      | 0           | 0          |
| F. Caserta        | 0                | 0                | 0                | 0                | 0              | 0              | 0              | 0              | 0        | 0      | 0           | 0          |
| B. Conus          | 32               | 2                | 13               | 0                | 2              | 0              | 1              | 1              | 34       | 2      | 14          | 1          |
| A. Cvetković      | 20               | 4                | 5                | 0                | 1              | 0              | 0              | 0              | 21       | 4      | 5           | 0          |
| M. Eberhard       | 15               | 0                | 1                | 0                | 1              | 0              | 1              | 0              | 16       | 0      | 2           | 0          |
| S. Enzler         | 36               | 0                | 2                | 0                | 1              | 0              | 0              | 0              | 37       | 0      | 2           | 0          |
| V. Fazliu         | 35               | 14               | 7                | 0                | 2              | 2              | 0              | 0              | 37       | 16     | 7           | 0          |
| S. Gashi          | 11               | 3                | 1                | 0                | 1              | 0              | 0              | 0              | 12       | 3      | 1           | 0          |
| N. Gjorgjev       | 35               | 5                | 7                | 0                | 1              | 0              | 0              | 0              | 36       | 5      | 7           | 0          |
| B. Hasani         | 0                | 0                | 0                | 0                | 0              | 0              | 0              | 0              | 0        | 0      | 0           | 0          |
| A. Hunziker       | 28               | 8                | 2                | 1                | 1              | 0              | 0              | 0              | 29       | 8      | 2           | 1          |
| O. Jäckle         | 34               | 3                | 6                | 0                | 2              | 0              | 0              | 0              | 36       | 3      | 6           | 0          |
| R. Kessler        | 0                | 0                | 0                | 0                | 0              | 0              | 0              | 0              | 0        | 0      | 0           | 0          |
| S. Krasniqi       | 2                | 0                | 0                | 0                | 1              | 1              | 0              | 0              | 3        | 1      | 0           | 0          |
| J. Kronig         | 33               | 1                | 3                | 0                | 2              | 0              | 0              | 0              | 35       | 1      | 3           | 0          |
| J. Neuenschwander | 0                | 0                | 0                | 0                | 1              | 0              | 0              | 0              | 1        | 0      | 0           | 0          |
| A. Njie           | 19               | 1                | 7                | 0                | 2              | 0              | 1              | 1              | 21       | 1      | 8           | 1          |
| A. Qollaku        | 28               | 0                | 4                | 0                | 0              | 0              | 0              | 0              | 28       | 0      | 4           | 0          |
| S. Schwegler      | 17               | 0                | 0                | 0                | 2              | 2              | 0              | 0              | 19       | 2      | 0           | 0          |
| N. Silva          | 36               | 1                | 2                | 0                | 2              | 0              | 0              | 0              | 38       | 1      | 2           | 0          |
| V. Tasar          | 25               | 3                | 3                | 0                | 1              | 0              | 0              | 0              | 26       | 3      | 3           | 0          |
| M. Thaler         | 22               | 1                | 7                | 1                | 2              | 0              | 0              | 0              | 24       | 1      | 7           | 1          |
| S. Vladi          | 25               | 15               | 6                | 0                | 1              | 0              | 0              | 0              | 26       | 15     | 6           | 0          |
| N. Wetz           | 11               | 0                | 1                | 0                | 2              | 0              | 0              | 0              | 13       | 0      | 1           | 0          |